# Lido di Ostia Levante

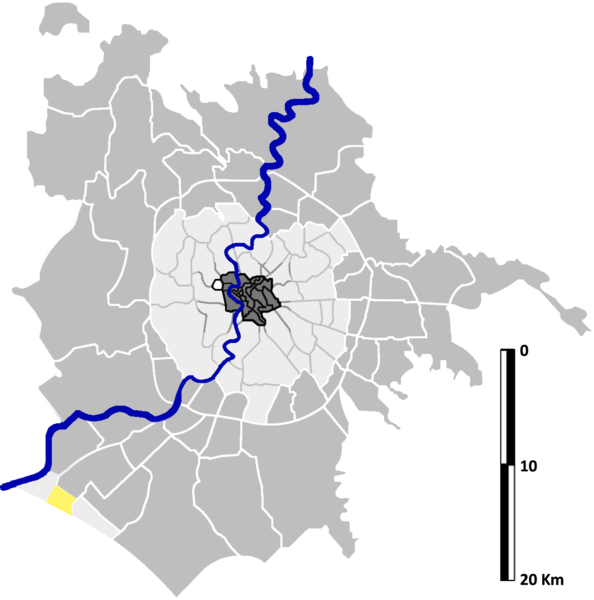
Lage von Lido di Ostia Levante in Rom

Lido di Ostia Levante ist ein Quartier im Südwesten der italienischen Hauptstadt Rom. Es wird als Q.XXXIII bezeichnet und ist Teil von Municipio X. Es hat 33.187 Einwohner und eine Fläche von 3,3071 km².
Lido di Ostia Levante wurde am 13. September 1961 durch den Sonderkommissar Francesco Diana durch die Aufspaltung des Quartiers Lido di Ostia gegründet.

## Besondere Orte
- San Nicola di Bari
- Santa Maria Regina Pacis a Ostia Lido

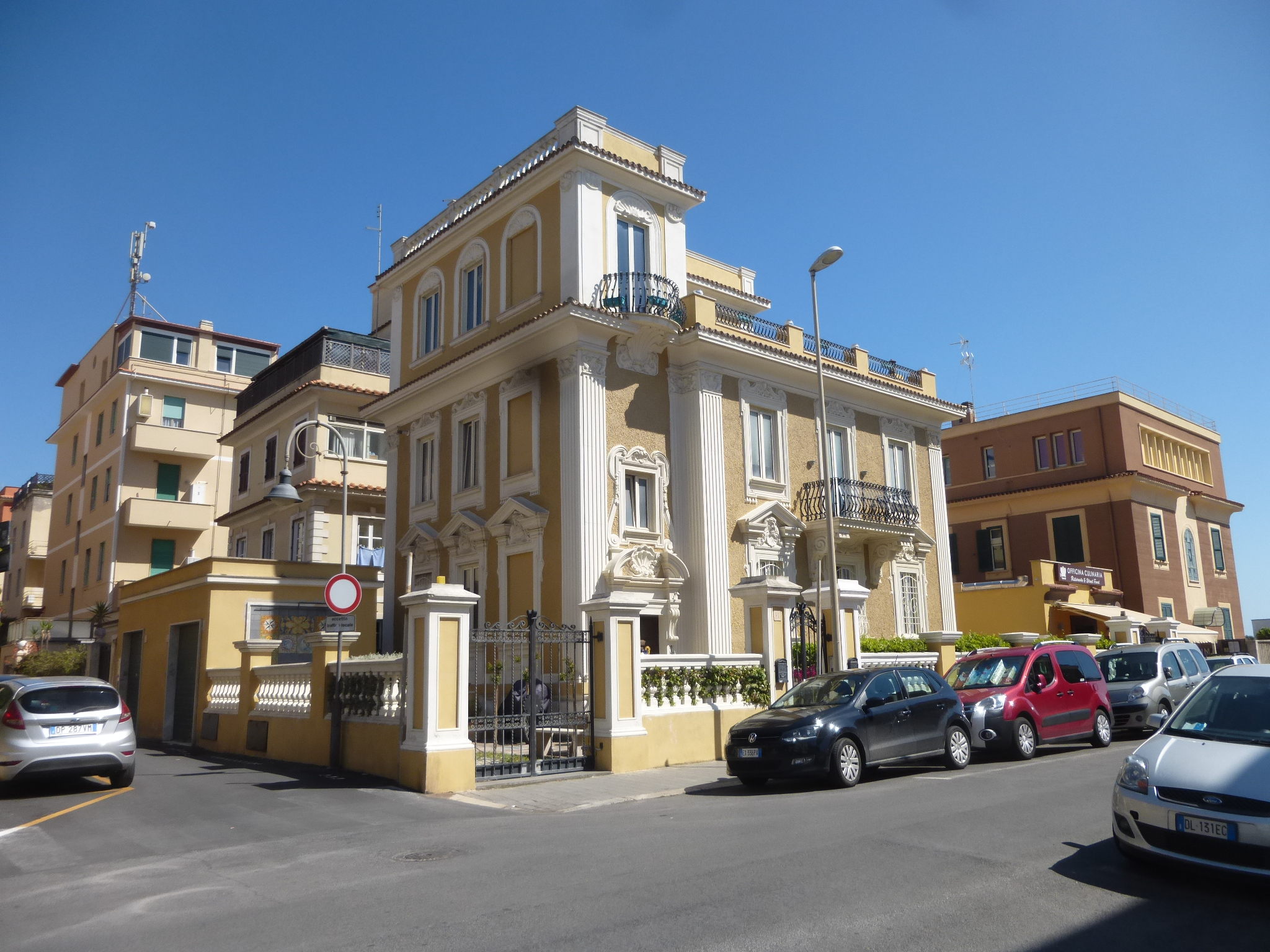
Petit Palais
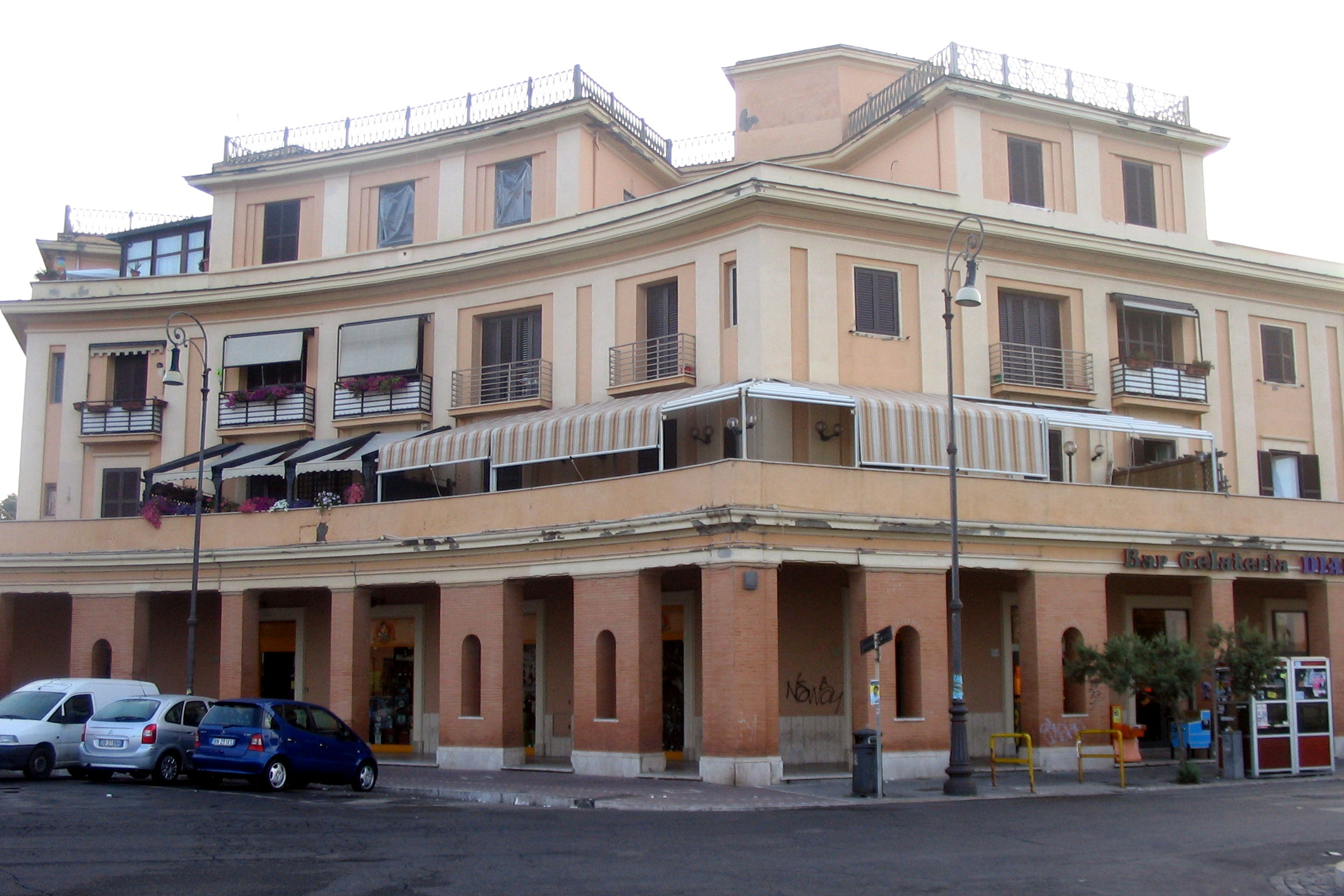
Ein Gebäude
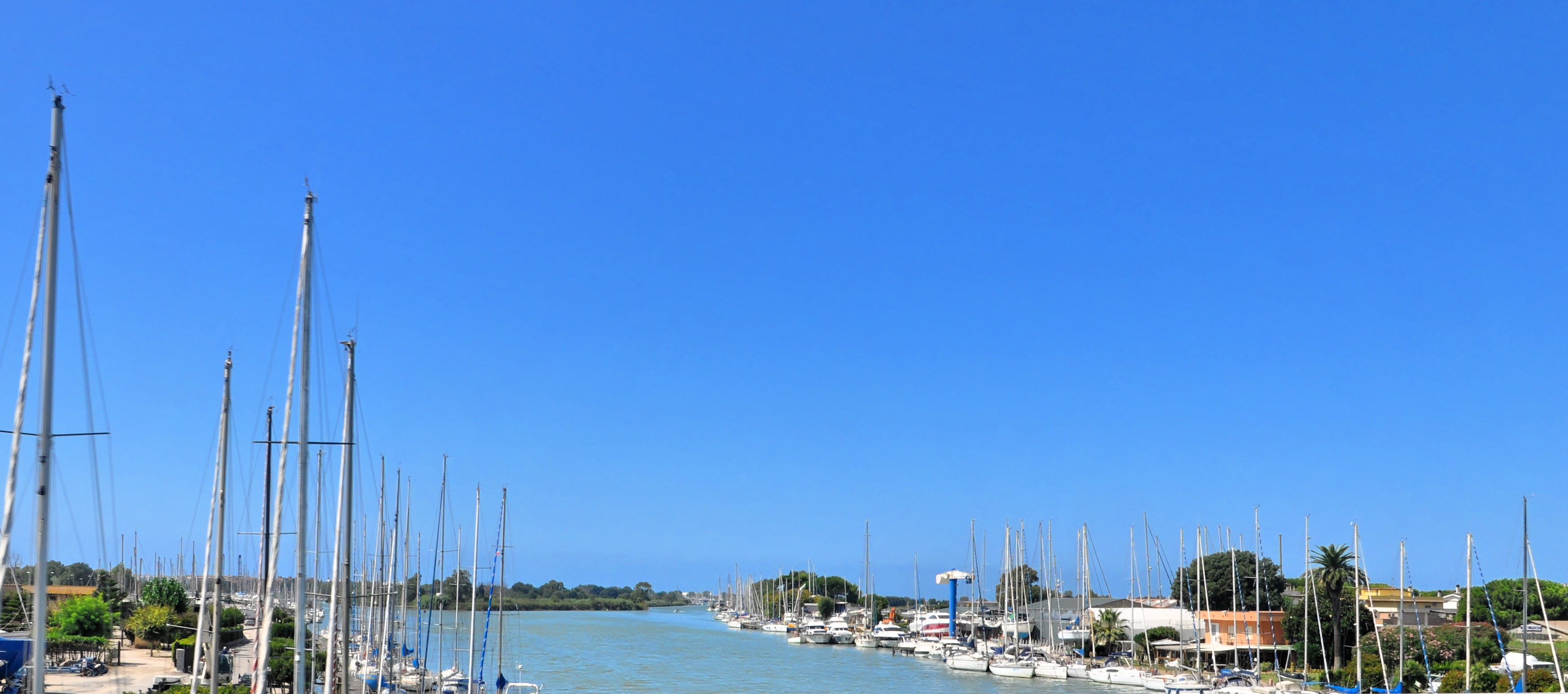
Der Tiber